# Алакуршак
Алакуршак (азерб. Alaqurşaq) — село в административно-территориальном округе села Махризли Губадлинского района Азербайджана. Село расположено на берегу реки Акера.

## История
По данным «Свода статистических данных о населении Закавказского края, извлеченных из посемейных списков 1886 года», в селе Алакуршаг Кюрд-Мафрузлинского сельского округа Джебраильского уезда Елизаветпольской губернии было 80 дымов и проживало 339 курдов шиитского вероисповедания, все из которых являлись казёнными крестьянами.
В ходе Первой карабахской войны, в 1993 году село было занято армянскими вооружёнными силами, и до октября 2020 года находилось под контролем непризнанной НКР. 23 октября 2020 года, в ходе вооружённого конфликта, президент Азербайджана объявил об освобождении села Алагуршаг вооружёнными силами Азербайджана.

## Топонимика
Ойконим происходит от названия местности, в которой основано село. Ойконим соствален из слов «ала» (азерб. ala — название цвета) и «гуршаг» (азерб. qurşaq — пояс, борозда) и означает «село, расположенное в борозде алого цвета».